# إكارتسبرغا
اكارتسبرغ (بالألمانية: Eckartsberga) هي بلدة ألمانية تقع في ألمانيا في ساكسونيا أنهالت. يقدر عدد سكانها بـ 2,519 نسمة .

## المدن التوأمة
مدينة تسفينغنبرغ هي مدينة توأمة لـاكارتسبرغ.